# Вух, Эгон
Эгон Вух (чеш. Egon Vůch; род. 1 февраля 1991, Пльзень) — чешский футболист, полузащитник клуба «Виктория Жижков».

## Карьера

### Клубная
Футбольную карьеру начал в 2011 году в клубе «Теплице».
В 2015 году перешел в пльзеньскую «Викторию».
В 2016 году арендован клубом «Слован» (Либерец). 24 ноября 2016 года в групповом этапе Лиги Европы забил гол и отдал голевой пас при победе над азербайджанским «Карабахом» (3-0).
В июне 2017 года стал игроком казахстанского клуба «Тобол». 22 октября оформил первый хет-трик в карьере в ворота кокшетауского «Окжетпеса» Всего в сезоне 2017 сыграл за «Тобол» 12 матчей и забил 3 гола, и отдал 1 голевую передачу.
В сезоне 2018 играл за «Шахтёр» (Караганда) на правах аренды. Сыграл 23 матча, забил 2 гола и отдал 4 голевых передачи.
В феврале 2019 года подписал контракт до лета 2020 с чешским клубом «Пршибрам».

### В сборной
В 2011-12 годах выступал за молодёжную сборную Чехии.

## Достижения
«Виктория» Пльзень
- Чемпион Чехии: 2015/16
- Обладатель Суперкубка Чехии: 2015